# The Underground Failure
The Underground Failure var en folkmusik och countryrock ensemble aktiv 1968-1971 som är mest känd för John Holms medverkan. Gruppens enda skiva, ett kultförklarat album med 11 sånger, utkom 1971.

## Biografi
The Underground Failure bestod av John Holm (sång/gitarr), Gunnar Lundestam (sång/gitarr), Lasse Ermalm (bas/slagverk), Stefan Wermelin (gitarr/sång), Totte Tennman (soundscape/produktion), Dick Blomberg (keyboards), Bertil Elgerot (röst), samt gästmusikern Rolf Wikström (gitarr). Musikinriktning var poetisk folkmusik, med inslag av countryrock, psykedelia med engelska texter och dess förebilder var bl.a. Bob Dylan, The Velvet Underground, The Fugs.
Gruppen repeterade i Stefan Wermelins föräldrahem där också debut-LP:n spelades in. Skivan trycktes först i 130 exemplar på etiketten Black Light (GS 1002), därefter på Tibet 46 (GS 1003) i en upplaga på 200, samt 1974 på Musiklaget (MLLP 2). Omslaget till skivan formgavs av Lasse Ermalm inspirerat av ett vykort med ryska musiker. 1992 gjorde det österrikiska bolaget Milk! en bootleg av skivan. Första spåret på LP:n, Green Ocelot , placerade sig på plats 38 i tidskriften Ugly Things lista Punk before punk. Ett antal inspelningar av The Underground Failure är inkluderade i samlingsboxen Främmande natt 1967 - 1997 (Metronome – 3984-20931).